# Magnum (flaske)
 For alternative betydninger, se Magnum. (Se også artikler, som begynder med Magnum)
Magnum er betegnelsen for en stor flaske til 1,5 liter vin (to normale flasker). Navnet er blevet anvendt siden slutningen af 1700-tallet og stammer fra det latinske magnum bonum (stor og god). 
En forklaring på navnet er, at store rødvine udvikler sig og modnes langsommere og bedre på en stor flaske, og dermed bliver de magnum bonum (mægtig gode).